# Чемпионат мира по спортивному ориентированию 2013
Чемпионат мира по спортивному ориентированию 2013 года (англ. World Orienteering Championships 2013) — 30-й чемпионат мира, который проходил с 6 по 14 июля 2013 года в городе Вуокатти, Финляндия.Медали разыгрались в четырёх дисциплинах (спринт, лонг (длинная дистанция), миддл (средняя дистанция), эстафета).

## Программа соревнований
| 06.07.2013 | Суббота     | Модельная тренировка                            | Вуокатти             |
| 07.07.2013 | Воскресенье | Длинная дистанция квалификация                  | Кумпула              |
| 08.07.2013 | Понедельник | Спринт квалификация и финал, церемония открытия | Катинкульта, Соткамо |
| 09.07.2013 | Вторник     | Длинная дистанция финал                         | Кумпула, Соткамо     |
| 10.07.2013 | Среда       | День отдыха                                     |                      |
| 11.07.2013 | Четверг     | Средняя дистанция квалификация                  | Колёла               |
| 12.07.2013 | Пятница     | Средняя дистанция финал                         | Коулуринне           |
| 13.07.2013 | Суббота     | Эстафета, церемония закрытия                    | Коулуринне, Вуокатти |

## Районы соревнований

### Длинная дистанция квалификация и финал (Кумпула)
Квалификация на длинные дистанции проводится на местности, которая состоит из хвойных лесов, в основном сосен разного возраста. Также существует несколько болот и небольших озёр. Проходимость варьируется от очень хорошей в старовозрастных лесах до умеренной в молодых лесах. Видимость хорошая, но в молодых лесах ограничена. Существует сеть тропинок и лесных дорог. Максимальная разница в высоте 40 метров.

### Спринт квалификация (Катинкульта)
Местность в основном парковая, с небольшим участком леса. В парковой зоне много зданий, других застроенных объектов и посаженной растительности. Лес сосновый с очень хорошей видимостью
и работоспособность. Вся территория имеет густую сеть дорог и тропинок.

### Спринт финал (Соткамо)
Арена финала спринта — бейсбольный стадион Соткамо. Местность в финале спринта в основном городская, в том числе лесопарковая зона с твердым грунтом и множеством дорожек. Городская
площадь почти плоская. Работоспособность и видимость очень хорошие.

### Средняя дистанция квалификация (Колёла)
Перепад высот 110 метров. Верхние части холмов каменистые и детализированные. Растительность варьируется от старого елового леса до молодого елового и соснового леса. Видимость в старом
лесу хорошая, но в молодом лесу ограниченная. На некоторых частях склонов имеется подлесок черники. Местность содержит элементы более мелких болот. Дорожная сеть развита слабо.

### Средняя дистанция финал и эстафета (Коулуринне)
Перепад высот 120 метров. Верхние части холмов каменистые и детализированные. Растительность — это в основном старый еловый лес, в верховьях также есть сосновый лес. Видимость в старом
лесу хорошая, но в молодом лесу ограниченная. Почва на склонах отчасти мягкая. В лесу есть поваленные деревья. Местность содержит элементы болот. На местности есть сеть дорожек.

## Параметры дистанций

### Длинная дистанция квалификация
|                                  | Женщины | Мужчины   |
| -------------------------------- | ------- | --------- |
| Длина (км)                       | 8,5-8,6 | 12,4-12,5 |
| Набор высоты (м)                 | 275     | 430       |
| Количество КП                    | 13-14   | 21-22     |
| Ожидаемое время победителя (мин) | 45      | 59        |

### Спринт квалификация
|                                  | Женщины | Мужчины |
| -------------------------------- | ------- | ------- |
| Длина (км)                       | 3,3     | 3,7     |
| Набор высоты (м)                 | 30      | 35      |
| Количество КП                    | 18-19   | 21      |
| Ожидаемое время победителя (мин) | 13      | 13      |

### Спринт финал
|                                  | Женщины | Мужчины |
| -------------------------------- | ------- | ------- |
| Длина (км)                       | 3,4     | 3,9     |
| Набор высоты (м)                 | 50      | 65      |
| Количество КП                    | 21      | 24      |
| Ожидаемое время победителя (мин) | 14      | 14      |

### Длинная дистанция финал
|                                  | Женщины | Мужчины |
| -------------------------------- | ------- | ------- |
| Длина (км)                       | 13,4    | 19,5    |
| Набор высоты (м)                 | 430     | 680     |
| Количество КП                    | 22      | 31      |
| Ожидаемое время победителя (мин) | 71      | 91      |

### Средняя дистанция квалификация
|                                  | Женщины | Мужчины |
| -------------------------------- | ------- | ------- |
| Длина (км)                       | 3,6     | 4,1     |
| Набор высоты (м)                 | 110     | 150     |
| Количество КП                    | 10      | 12      |
| Ожидаемое время победителя (мин) | 25      | 25      |

### Средняя дистанция финал
|                                  | Женщины | Мужчины |
| -------------------------------- | ------- | ------- |
| Длина (км)                       | 5,0     | 6,3     |
| Набор высоты (м)                 | 195     | 245     |
| Количество КП                    | 15      | 19      |
| Ожидаемое время победителя (мин) | 36      | 37      |

### Эстафета
|                                  | Женщины (1-2 этапы) | Женщины (3 этапы) | Мужчины (1-2 этапы) | Мужчины (3 этапы) |
| -------------------------------- | ------------------- | ----------------- | ------------------- | ----------------- |
| Длина (км)                       | 4,1-4,2             | 4,3-4,4           | 5,1-5,3             | 5,5-5,6           |
| Набор высоты (м)                 | 200-215             | 210-220           | 250-265             | 275-285           |
| Количество КП                    | 12                  | 12                | 14-16               | 14-16             |
| Ожидаемое время победителя (мин) | 32                  | 34                | 32                  | 34                |